# جورج كارنو
جورج كارنو (بالفرنسية: Georges Carnus)‏ (مواليد 13 أغسطس 1940) هو لاعب كرة قدم. يلعب مع منتخب فرنسا لكرة القدم. سبق له أن لعب في كأس العالم لكرة القدم مع منتخب بلاده.

## مسيرته الكروية
لعب جورج كارنو خلال مسيرته الاحترافية مع 4 أندية في ستة عشر موسمًا ولم يسجل خلالها أي هدف ضمن 487 مباراة. حيث فاز في ثلاثة مواسم بالكأس وفي أربعة مواسم بالدوري.
خاض جورج كارنو مسيرته مع نادي أيكس في موسم 1958–59 ليلعب معه أربعة مواسم، مشاركًا في 77 مباراة ولم يسجل أي هدف. ثم انتقل إلى نادي فرنسا في موسم 1962–63 ليلعب معه خمسة مواسم، حيث شارك في 171 مباراة ولم يسجل أي هدف أيضًا. لينتقل بعدها إلى نادي سانت إتيان في موسم 1967–68 ليلعب معه أربعة مواسم، مشاركًا في 130 مباراة ولم يسجل أي هدف أيضًا. ثم انتقل إلى نادي أولمبيك مارسيليا في موسم 1971–72 واستمر معه طيلة ثلاثة مواسم، مشاركًا في 109 مباراة ولم يسجل أي هدف أيضًا.

## روابط خارجية
- جورج كارنو على موقع قاعدة بيانات كرة القدم.إي يو (الإنجليزية)
- جورج كارنو على موقع ليكيب (الفرنسية)
- جورج كارنو على موقع ناشيونال فوتبول تيمز (الإنجليزية)
- جورج كارنو على موقع عالم كرة القدم.نت (الإنجليزية)